# История на Прованс
Историята на региона Прованс в Югоизточна Франция се отличава със своя специфика, обособеност и колорит като част от историята на Франция през всички исторически периоди – античност, средновековие и ново време.
Позиционирането на Прованса на географската карта на Франция му придава значението на своеобразна врата и порт към Средиземноморието, като на запад поречието на Рона го отделя от югозападна Франция с района на Бискайския залив.
В античността района на Масалия по днешното средиземноморско крайбрежие е обсебен от древногръцките колонии, които са съюзени с Рим в контрапункт на етруско-пуническия съюз възникнал във връзка с разпределянето на сферите на влияние в Западното Средиземноморие. След битката при Алалия, елините опазват контрола си върху крайбрежието, което им предоставя възможност да опосредствяват търговията на лигури, гали е германи в Средиземноморието.
Още от ранното средновековие, регионът е интегриран по-скоро с бъдещия Пиемонт, отколкото с френските територии на север. През късното средновековие тук се разпространяват ересите на катарите и албигойците, които тревожни събития стават повод в началото на 13 век именно тук да бъде учредена Инквизицията.
Роялизмът на провансалци е дълбоко втъкан в светогледа и манталитета на местните, който в ново време по време на бурните исторически събития свързани с френската революция ги поставя по-скоро в опозиция на бунтовния Париж. След края на Наполеоновите войни, Прованса бързо се реставрира с лоялността си към Бурбоните.
По времето на Втората световна война, Прованса е свободна територия на Вишистка Франция, а на 15 август 1944 г. въпреки съпротивата на Чърчил е стоварен американски десант срещу позициите на Вермахта в района. 